# Nemotaulius miyakei
Nemotaulius miyakei là một loài Trichoptera trong họ Limnephilidae. Chúng phân bố ở miền Cổ bắc.